# Classe Lun
La classe Lun o Progetto 903 o 902R (in cirillico: Лунь; nome in codice NATO: Utka), anche noto come MD-160, è stata una classe di schermoplani di fabbricazione sovietica, sviluppata negli anni ottanta dai cantieri navali del Volga ed entrato in servizio nei ranghi della marina sovietica nel 1989.
Sviluppata principalmente per neutralizzare unità di superficie e sottomarine avversarie, di questa classe sono stati costruiti solo due esemplari, il Lun e lo Spasatel, dei quali solo il primo ha prestato servizio attivo. In grado di raggiungere velocità a pelo d'acqua prossime ai 500 km/h, vantava un'autonomia di circa 3.000 km ed era armato con 6 SS-N-22 Sunburn collocati sul dorso della fusoliera.  
A seguito del disastro del K-278 Komsomolec si decise di convertire al ruolo SAR la seconda unità in costruzione, lo Spasatsel, tuttavia l'esemplare non riuscì mai ad entrare in servizio.
Soprannominato Mostro del Caspio per via del suo aspetto, a seguito della dissoluzione dell'URSS e dei numerosi problemi congeniti di progetto, venne prematuramente ritirato dal servizio nel 1992.
Al 2021, l'unità capoclasse, il Lun, risulta arenato sulla spiaggia di Derbent (Geohack) in attesa di essere trasformato in una nave museo.

## Storia

### Sviluppo
La progettazione del Lun venne portata avanti dall'Ufficio Centrale di Progettazione TsKB po SPK R.E.Alekseyev, che si basò ampiamente sulle esperienze condotte sia sui KM sia sugli A-90 Orlyonok. La fase costruttiva fu curata dal cantiere navale Volga, che completò il primo (ed unico) esemplare nel 1987. Un altro esemplare rimase incompiuto.
Questo mezzo, tuttavia, era afflitto, come i suoi predecessori, da diversi problemi, primo tra tutti quello della stabilità e del controllo. Inoltre, avevano una manovrabilità piuttosto scarsa ed erano difficili da pilotare. Per questa ragione, nonostante fosse entrato ufficialmente in servizio con la Marina sovietica nel 1989, non fu mai schierato con le altre unità combattenti.

## Caratteristiche

### Tecnica
Il progetto aveva numerosi punti in comune con gli schermoplani costruiti in precedenza, in particolare i KM. Tuttavia, presentava numerose differenze. Infatti, oltre ad essere decisamente più piccolo, aveva anche un peso inferiore.
La propulsione era assicurata da otto reattori Kuznetsov NK-87 da 13.000 chilogrammi di spinta l'uno, che erano sistemati, come nei KM, in due blocchi di quattro su un asse posto sopra la fusoliera. Al contrario dell'enorme predecessore, si era deciso di rinunciare ai due motori di coda.
Il radar, che era piuttosto avanzato, era sistemato nel muso.
L'armamento era composto da sei impianti lanciamissili per SS-N-22 Sunburn, sistemati sul dorso della fusoliera in tre coppie.

## Impiego operativo
L'unico modello di questa classe mai costruito fino al completamento, l'MD-160, è entrato in servizio con la Flottiglia Caspian della Marina sovietica nel 1987. È stato ritirato alla fine degli anni '90 e rimase inutilizzato in una base navale del Mar Caspio a Kaspiysk fino al 2020.
Le sue caratteristiche lo rendevano idoneo per attaccare in modo rapido ed imprevedibile i gruppi navali nemici, ma, come detto, non venne mai schierato con le unità combattenti probabilmente a causa di problemi tecnici. 
Il secondo ekranoplan di classe Lun è stato parzialmente costruito alla fine degli anni '80. Mentre la sua costruzione era in corso, è stato ridisegnato come ospedale da campo mobile per un rapido dispiegamento in qualsiasi luogo oceanico o costiero. Fu chiamato Spasatel ("Soccorritore"). In seguito al crollo dell'Unione Sovietica nel 1991 e alla cancellazione dei finanziamenti militari, la costruzione del secondo velivolo fu interrotta.

## Unità
| Nome     | Costruttore    | Entrata in servizio | Decommissionato | Flotta         | Stato   | Note                                   |
| -------- | -------------- | ------------------- | --------------- | -------------- | ------- | -------------------------------------- |
| Lun      | Cantieri Volga | 1989                | 1992            | del Mar Caspio | Radiato | in attesa di conversione in nave museo |
| Spasatel | Cantieri Volga | -                   | -               | -              | -       | mai entrato in servizio                |